# Mufuriat Kami
Mufuriat Kami (amhariska: ሙፈሪያት ካሚል), född 1976 i Jimma, är en etiopisk politiker tillhörande Välståndspartiet. Sedan oktober 2021 är hon social- och arbetsmarknadsminister.
Hon har tidigare tillhört och varit partiledare för Sydetiopiska folkens demokratiska rörelse (SEPDM). Mellan 2018 och 2021 var hon Etiopiens fredsminister och under några månader u2018 var hon talman i representanthuset. Kami har en examen från Haramaya universitet. 